# Fais-moi un dessin
Fais-moi un dessin est un jeu télévisé québécois animé par Yves Corbeil diffusé du 23 mai 1988 au 30 août 1991 sur le réseau TVA. C'est aussi un jeu de société.
Il s'agit d'une adaptation du jeu américain Win, Lose or Draw (en).
Enregistrée devant public, des personnalités québécoises connues (comédiens, chanteurs, etc.) jouaient en équipe durant toute la semaine.

## Historique
Fais-moi un dessin est un jeu télévisé québécois, adapté du concept américain Win, Lose or Draw, créé par Burt Reynolds et Bert Convy pour Buena Vista television, et diffusé du 7 septembre 1987 au 1er septembre 1989 sur NBC.
L'émission est adaptée en France sous le titre Dessinez, c'est gagné ! et diffusée du 26 juin 1989 à 1993 sur Antenne 2 puis France 2.
Durant l'été 1991, l'émission est devenue Fais-moi un dessin en tournée.

## Accueil
Durant l'été 1988, l'émission occupait la première place des cotes d'écoute.

## Produits dérivés
Il existe aussi un jeu de société du même nom, et qui en a influencé d'autres,.